# Gyöngyösnyakú gerle
A gyöngyösnyakú gerle (Streptopelia chinensis) a madarak (Aves) osztályának galambalakúak (Columbiformes) rendjéhez, ezen belül a galambfélék (Columbidae) családjához tartozó faj.

## Rendszerezése
A fajt Giovanni Antonio Scopoli osztrák természettudós írta le 1768-ban, a Columba nembe Columba chinensis néven.

## Alfajai
- Spilopelia chinensis ceylonensis (Reichenbach, 1851)
- Spilopelia chinensis chinensis (Scopoli, 1786)
- Spilopelia chinensis hainana (Hartert, 1910)
- Spilopelia chinensis suratensis (J. F. Gmelin, 1789)
- Spilopelia chinensis tigrina (Temminck, 1809)[2]

## Előfordulása
Banglades, Bhután, Brunei, a Fülöp-szigetek, India, Indonézia, Laosz, Malajzia, Mianmar, Kambodzsa, Kelet-Timor, Kína, Nepál, Pakisztán, Szingapúr, Srí Lanka, Thaiföld és Vietnám területén honos. Betelepítették Ausztrália, a Fidzsi-szigetek, Mauritius, Mexikó, Új-Kaledónia, Új-Zéland, Pápua Új-Guinea és az USA területére. Ritka, kóborló Afganisztánban és a Maldív-szigeteken.
Természetes élőhelyei a szubtrópusi és trópusi síkvidéki esőerdők és száraz erdők, folyók és patakok környékén, valamint szántóföldek és vidéki kertek.

## Megjelenése
Testhossza 32 centiméter, szárnyfesztávolsága 43-48 gramm. A faj egy viszonylag vékony testfelépítésű hosszú farokkal rendelkező galamb. A háta, szárnya és farka halvány barna és foltos. A feje és a hasa rózsaszín halványszürkével árnyékolva. Nyakán egy fekete folt van fehér foltokkal. Lába piros. A nemek hasonlóak, a fiatal madaraknak hiányzik a fekete folt a nyakról.
|  |  |

## Életmódja
Tápláléka magvakból, rovarokból és más növényekből áll. Táplálkozni a földön szokott. Egyedül vagy párban figyelhető meg.

## Szaporodása
Szaporodási időszaka Dél-Ausztráliában szeptembertől januárig tart, északon őszre esik. Botokból álló fészkét fára építi, fészekalja 2 fehér tojásból áll.
|  |

## Természetvédelmi helyzete
Az elterjedési területe rendkívül nagy, egyedszáma pedig növekszik. A Természetvédelmi Világszövetség Vörös listáján nem fenyegetett fajként szerepel.